# Сборная Словакии по футболу
Сбо́рная Слова́кии по футбо́лу (словац. Slovenské národné futbalové mužstvo) — представляет Словацкую Республику на международных футбольных турнирах и в товарищеских матчах. Появилась в 1993 году после распада Чехословакии. С этого времени — постоянный участник всех отборочных турниров к чемпионатам мира и Европы. Лучший результат — выход в 1/8 финала чемпионата мира 2010 года, где потерпели поражение от сборной Нидерландов 1:2.
Наиболее принципиальным для сборной Словакии является соперничество со сборной Чехии. Кроме товарищеских игр обе команды встречались в квалификации к ЧМ-1998: в Братиславе словаки выиграли (2:1), а в Праге проиграли (0:3). В отборочных матчах ЧЕ-2008 сборная Словакии дважды проиграла (0:3 и 1:3), а в отборочном турнире к южноафриканскому мундиалю словаки сумели обыграть чехов в Праге (2:1), а дома в Братиславе сыграли вничью (2:2), хотя дважды вели в счёте. 12 октября 2015 года Словакия впервые вышла на свой первый чемпионат Европы.
По состоянию на 5 июня 2022 года сборная в рейтинге ФИФА занимает 42-е место, а в рейтинге УЕФА на 5 июня 2022 года — 22-е.

## История выступлений

### Отборочный турнир чемпионата мира 2010 в ЮАР
В 2010 году Словакия впервые приняла участие в финальном турнире чемпионата мира, право выступать на котором завоевала, заняв первое место в своей отборочной группе, опередив сборные Словении, Чехии, Польши и Северной Ирландии. Интересно, что несмотря на то, что словаки уступили словенцам в обеих личных встречах (1:2 и 0:2), они сумели обойти их на 2 очка в итоговой таблице. Именно поражение словаков в домашнем матче предпоследнего тура от сборной Словении (0:2) лишило шансов на 2-е место сборную Чехии, тогда как даже ничья в этом матче оставляла чехам возможность продолжить борьбу за путёвку в ЮАР, а поражение Словении делало чехов и вовсе фаворитами в противостоянии за выход в стыковые матчи.

### Квалификация кЕвро-2012
Словакия попала в Группу B отбора на Евро-2012, вместе с Россией, Ирландией, Македонией, Арменией и Андоррой. Команда Владимира Вайсса начала с двух побед со счётом 1:0 — над Македонией (гол забил Филип Голошко), затем над Россией (на выезде, отличился Мирослав Стох).
Но после этого словаков ждало поражение от Армении 1:3 в Ереване. После первого гола со стороны Армении, забитого Юрой Мовсисяном, словаки сравняли счёт, причём свой первый гол за сборную забил сын главного тренера — Владимир Вайсс-младший. Однако во втором тайме Геворг Казарян и Генрих Мхитарян вывели Армению вперёд. В результате Словакия потеряла лидерство в группе. Следующим соперником стала Ирландия, с которой Словакия сыграла вничью 1:1 на домашнем стадионе в Жилине. Шон Сент-Леджер открыл счёт, но через 20 минут Ян Дюрица забил ответный мяч. Последним матчем команды в 2011 году стала выездная победа над Андоррой — 1:0. Единственный гол забил Филип Шебо. В это время Россия сыграла вничью с Арменией и уступила Словакии 1-е место в группе. После первых 5 матчей у трёх команд — Словакии, России, Ирландии — было равное количество очков. Второй матч с Андоррой Словакия также выиграла 1:0 благодаря голу Мирослава Каргана. Но после этого подопечные Вайсса опять потеряли очки в матче с Ирландией. Нулевая ничья в Дублине снова вывела Россию в лидеры, причём Ирландия при равенстве очков со Словакией оказалась впереди по голам на выезде. Следующая игра — с Арменией — проходила в Жилине. «Лернаканнер» разгромили словаков 4:0. Вследствие этого поражения Словакия после восьми матчей шла лишь четвёртой в группе, где была единственным участником чемпионата мира 2010.
Решающим стал домашний матч с Россией. Словакия проиграла его после гола Алана Дзагоева. После этого команда Владимира Вайсса уже не могла пройти на чемпионат Европы. Последняя игра — с Македонией — закончилась вничью. Юрай Пироска забил свой первый гол за Словакию, выведя сборную вперёд, но Николче Новеский сравнял счёт. Словакия заняла лишь четвёртое место в группе и оказалась одной из самых нерезультативных команд, забив 7 мячей — меньше в группе только на счету Андорры.

## Статистика выступлений

### Чемпионаты мира
| Финальные турниры | Финальные турниры      | Финальные турниры      | Финальные турниры      | Финальные турниры      | Финальные турниры      | Финальные турниры      | Финальные турниры      | Финальные турниры      |       | Отборочные турниры | Отборочные турниры | Отборочные турниры | Отборочные турниры | Отборочные турниры | Отборочные турниры | Отборочные турниры |
| Год               | Результат              | Место                  | И                      | В                      | Н                      | П                      | ГЗ                     | ГП                     | Место | И                  | В                  | Н                  | П                  | ГЗ                 | ГП                 |                    |
| ----------------- | ---------------------- | ---------------------- | ---------------------- | ---------------------- | ---------------------- | ---------------------- | ---------------------- | ---------------------- | ----- | ------------------ | ------------------ | ------------------ | ------------------ | ------------------ | ------------------ | ------------------ |
| 1998              | Не прошли квалификацию | Не прошли квалификацию | Не прошли квалификацию | Не прошли квалификацию | Не прошли квалификацию | Не прошли квалификацию | Не прошли квалификацию | Не прошли квалификацию | 4/6   | 10                 | 5                  | 1                  | 4                  | 18                 | 14                 |                    |
| 2002              | Не прошли квалификацию | Не прошли квалификацию | Не прошли квалификацию | Не прошли квалификацию | Не прошли квалификацию | Не прошли квалификацию | Не прошли квалификацию | Не прошли квалификацию | 3/6   | 10                 | 5                  | 2                  | 3                  | 16                 | 9                  |                    |
| 2006              | Не прошли квалификацию | Не прошли квалификацию | Не прошли квалификацию | Не прошли квалификацию | Не прошли квалификацию | Не прошли квалификацию | Не прошли квалификацию | Не прошли квалификацию | 2/7*  | 14                 | 6                  | 6                  | 2                  | 26                 | 14                 |                    |
| 2010              | 1/8 финала             | 16                     | 4                      | 1                      | 1                      | 2                      | 5                      | 7                      | 1/6   | 10                 | 7                  | 1                  | 2                  | 22                 | 10                 |                    |
| 2014              | Не прошли квалификацию | Не прошли квалификацию | Не прошли квалификацию | Не прошли квалификацию | Не прошли квалификацию | Не прошли квалификацию | Не прошли квалификацию | Не прошли квалификацию | 3/6   | 10                 | 3                  | 4                  | 3                  | 11                 | 10                 |                    |
| 2018              | Не прошли квалификацию | Не прошли квалификацию | Не прошли квалификацию | Не прошли квалификацию | Не прошли квалификацию | Не прошли квалификацию | Не прошли квалификацию | Не прошли квалификацию | 2/6   | 10                 | 6                  | 0                  | 4                  | 17                 | 7                  |                    |
| 2022              | Не прошли квалификацию | Не прошли квалификацию | Не прошли квалификацию | Не прошли квалификацию | Не прошли квалификацию | Не прошли квалификацию | Не прошли квалификацию | Не прошли квалификацию | 3/6   | 10                 | 2                  | 4                  | 2                  | 9                  | 8                  |                    |
| Всего             | 1/8 финала             | 1/6                    | 4                      | 1                      | 1                      | 2                      | 5                      | 7                      |       | 64                 | 32                 | 14                 | 18                 | 110                | 64                 |                    |

- * — Проиграли стыковые матчи сборной Испании (1 : 5, 1 : 1).

### Чемпионаты Европы
| Финальные турниры | Финальные турниры      | Финальные турниры      | Финальные турниры      | Финальные турниры      | Финальные турниры      | Финальные турниры      | Финальные турниры      | Финальные турниры      |       | Отборочные турниры | Отборочные турниры | Отборочные турниры | Отборочные турниры | Отборочные турниры | Отборочные турниры | Отборочные турниры |
| Год               | Результат              | Место                  | И                      | В                      | Н                      | П                      | ГЗ                     | ГП                     | Место | И                  | В                  | Н                  | П                  | ГЗ                 | ГП                 |                    |
| ----------------- | ---------------------- | ---------------------- | ---------------------- | ---------------------- | ---------------------- | ---------------------- | ---------------------- | ---------------------- | ----- | ------------------ | ------------------ | ------------------ | ------------------ | ------------------ | ------------------ | ------------------ |
| 1996              | Не прошли квалификацию | Не прошли квалификацию | Не прошли квалификацию | Не прошли квалификацию | Не прошли квалификацию | Не прошли квалификацию | Не прошли квалификацию | Не прошли квалификацию | 3/6   | 10                 | 4                  | 2                  | 4                  | 14                 | 18                 |                    |
| 2000              | Не прошли квалификацию | Не прошли квалификацию | Не прошли квалификацию | Не прошли квалификацию | Не прошли квалификацию | Не прошли квалификацию | Не прошли квалификацию | Не прошли квалификацию | 3/6   | 10                 | 5                  | 2                  | 3                  | 12                 | 9                  |                    |
| 2004              | Не прошли квалификацию | Не прошли квалификацию | Не прошли квалификацию | Не прошли квалификацию | Не прошли квалификацию | Не прошли квалификацию | Не прошли квалификацию | Не прошли квалификацию | 3/5   | 8                  | 3                  | 1                  | 4                  | 11                 | 9                  |                    |
| 2008              | Не прошли квалификацию | Не прошли квалификацию | Не прошли квалификацию | Не прошли квалификацию | Не прошли квалификацию | Не прошли квалификацию | Не прошли квалификацию | Не прошли квалификацию | 4/7   | 12                 | 5                  | 1                  | 6                  | 33                 | 23                 |                    |
| 2012              | Не прошли квалификацию | Не прошли квалификацию | Не прошли квалификацию | Не прошли квалификацию | Не прошли квалификацию | Не прошли квалификацию | Не прошли квалификацию | Не прошли квалификацию | 4/6   | 10                 | 4                  | 3                  | 3                  | 7                  | 10                 |                    |
| 2016              | 1/8 финала             | 15/24                  | 4                      | 1                      | 1                      | 2                      | 3                      | 6                      | 2/6   | 10                 | 7                  | 1                  | 2                  | 17                 | 8                  |                    |
| 2020              | Групповой этап         | 19/24                  | 3                      | 1                      | 0                      | 2                      | 2                      | 7                      | 3/5*  | 10                 | 5                  | 2                  | 3                  | 15                 | 12                 |                    |
| 2024              | 1/8 финала             | ?/24                   | 4                      | 1                      | 1                      | 2                      | 4                      | 5                      |       | 2/6                | 10                 | 7                  | 1                  | 2                  | 17                 | 8                  |
| Всего             | 1/8 финала             | 3/8                    | 11                     | 3                      | 2                      | 6                      | 9                      | 18                     |       |                    | 80                 | 40                 | 13                 | 27                 | 126                | 97                 |

- * — выиграли стыковые матчи у сборных Ирландии (0:0 (4:2 пен.)) и Северной Ирландии (2:1).

## Текущий состав
Следующие игроки были вызваны в состав сборной главным тренером Франческо Кальцонем для участия в матчах чемпионата Европы 2024.
Игры и голы приведены по состоянию на 30 июня 2024 года:
| №  | Позиция | Игрок             | Дата рождения / возраст   | Матчи | Голы | Клуб                 |
| -- | ------- | ----------------- | ------------------------- | ----- | ---- | -------------------- |
| 1  | Вр      | Мартин Дубравка   | 15 января 1989 (36 лет)   | 47    | 0    | Ньюкасл Юнайтед      |
| 12 | Вр      | Марек Родак       | 13 декабря 1996 (28 лет)  | 22    | 0    | Фулхэм               |
| 23 | Вр      | Генрих Равас      | 16 августа 1997 (27 лет)  | 0     | 0    | Нью-Инглэнд Революшн |
|    |         |                   |                           |       |      |                      |
| 2  | Защ     | Петер Пекарик     | 30 октября 1986 (38 лет)  | 131   | 2    | Герта (Берлин)       |
| 3  | Защ     | Денис Вавро       | 10 апреля 1996 (29 лет)   | 24    | 2    | Копенгаген           |
| 4  | Защ     | Адам Оберт        | 23 августа 2002 (22 года) | 7     | 0    | Кальяри              |
| 6  | Защ     | Норберт Дьёмбер   | 3 июля 1992 (33 года)     | 41    | 0    | Салернитана          |
| 14 | Защ     | Милан Шкриньяр    | 11 февраля 1995 (30 лет)  | 72    | 3    | Пари Сен-Жермен      |
| 15 | Защ     | Вернон Де Марко   | 18 ноября 1992 (32 года)  | 10    | 1    | Хатта                |
| 16 | Защ     | Давид Ганцко      | 13 декабря 1997 (27 лет)  | 42    | 4    | Фейеноорд            |
| 25 | Защ     | Себастьян Коша    | 13 сентября 2003 (21 год) | 1     | 0    | Спартак (Трнава)     |
|    |         |                   |                           |       |      |                      |
| 5  | ПЗ      | Томаш Риго        | 3 июля 2002 (23 года)     | 1     | 1    | Баник (Острава)      |
| 7  | ПЗ      | Томаш Суслов      | 7 июня 2002 (23 года)     | 32    | 3    | Эллас Верона         |
| 8  | ПЗ      | Ондрей Дуда       | 5 декабря 1994 (30 лет)   | 76    | 14   | Эллас Верона         |
| 11 | ПЗ      | Ласло Бенеш       | 9 сентября 1997 (27 лет)  | 24    | 2    | Унион (Берлин)       |
| 13 | ПЗ      | Патрик Грошовски  | 22 апреля 1992 (33 года)  | 55    | 0    | Генк                 |
| 19 | ПЗ      | Юрай Куцка        | 26 февраля 1987 (38 лет)  | 111   | 14   | Слован (Братислава)  |
| 21 | ПЗ      | Матуш Беро        | 6 сентября 1995 (29 лет)  | 32    | 1    | Бохум                |
| 22 | ПЗ      | Станислав Лоботка | 25 ноября 1994 (30 лет)   | 59    | 4    | Наполи               |
|    |         |                   |                           |       |      |                      |
| 9  | Нап     | Роберт Боженик    | 18 ноября 1999 (25 лет)   | 44    | 7    | Боавишта             |
| 10 | Нап     | Любомир Тупта     | 27 марта 1998 (27 лет)    | 7     | 0    | Слован (Либерец)     |
| 17 | Нап     | Лукаш Гараслин    | 26 мая 1996 (29 лет)      | 40    | 6    | Спарта (Прага)       |
| 18 | Нап     | Давид Стрелец     | 4 апреля 2001 (24 года)   | 22    | 3    | Слован (Братислава)  |
| 20 | Нап     | Давид Дюриш       | 22 марта 1999 (26 лет)    | 14    | 1    | Асколи               |
| 24 | Нап     | Лео Сауэр         | 16 декабря 2005 (19 лет)  | 3     | 0    | Фейеноорд            |
| 26 | Нап     | Иван Шранц        | 13 сентября 1993 (31 год) | 26    | 6    | Славия (Прага)       |

## Рекордсмены
Жирным шрифтом выделены действующие игроки сборной.
| Позиция | Игрок           | Матчи | Голы | Период     |
| ------- | --------------- | ----- | ---- | ---------- |
| 1       | Марек Гамшик    | 138   | 26   | 2007—2023  |
| 2       | Петер Пекарик   | 131   | 2    | 2006—н. в. |
| 3       | Юрай Куцка      | 111   | 14   | 2008—н. в. |
| 4       | Мирослав Карган | 107   | 14   | 1995—2011  |
| 5       | Мартин Шкртел   | 104   | 6    | 2004—2019  |
| 6       | Ян Дюрица       | 91    | 4    | 2004—2017  |
| 7       | Роберт Виттек   | 82    | 23   | 2001—2016  |
| 8       | Роберт Мак      | 81    | 16   | 2013—н. в. |
| 9       | Владимир Вайсс  | 77    | 8    | 2009—2022  |
| 10      | Ондрей Дуда     | 76    | 14   | 2014—н. в. |

| Позиция | Игрок            | Голы | Матчи | Период     |
| ------- | ---------------- | ---- | ----- | ---------- |
| 1       | Марек Гамшик     | 26   | 138   | 2007—2023  |
| 2       | Роберт Виттек    | 23   | 82    | 2001—2016  |
| 3       | Силард Немет     | 22   | 59    | 1996—2006  |
| 4       | Роберт Мак       | 16   | 81    | 2013—н. в. |
| 5       | Марек Минтал     | 14   | 45    | 2002—2009  |
| 5       | Мирослав Карган  | 14   | 107   | 1995—2011  |
| 5       | Юрай Куцка       | 14   | 111   | 2008—н. в. |
| 8       | Станислав Шестак | 13   | 66    | 2004—2016  |
| 8       | Адам Немец       | 13   | 39    | 2006—2018  |
| 8       | Ондрей Дуда      | 14   | 76    | 2014—н. в. |

## Прозвища
У сборной есть два прозвища «Боёвни Ёндовци»: Bojovni Jondovci (от английского «The Fighting Jondas») и Repre (от «Reprezentacia», что в переводе означает «сборная»). Первое прозвище считается словацкими болельщиками неприятным, если не оскорбительным, поскольку в некоторых языках оно означает «цыган».

## Рекорды сборной
Сборной Словакии принадлежит рекорд подъёма в рейтинге ФИФА: в феврале 1994 года ей удалось подняться на 92 позиции (со 150-го на 58-е место).

## Форма
Традиционные цвета словацкой сборной — белый и синий. Первые домашние комплекты формы были синего цвета, затем в 1993—2020 годах домашний комплект был сугубо белым, а с 2020 года основным цветом снова стал синий. Текущим поставщиком формы является Nike, контракт с которым действует с 2016 года (при смене поставщика Словацкий футбольный союз разорвал контракт с Puma, действовавший до 2026 года).

### Домашняя
| 1996—1998 | 1998—2000 | 2000—2002 | 2002—2004 | 2004—2005 | 2006–2007 | 2008–2009 | ЧМ-2010   | 2011–2012 |
| 2012      | 2014      | Евро-2016 | 2017      | 2018–2020 | Евро-2020 | 2022      | Евро-2024 |           |

### Гостевая
| 1997 | 1998—2000 | 2000—2002 | 2002—2004 | 2004—2005 | 2006–2007 | 2008–2009 | ЧМ-2010   | 2011–2012 |
| 2012 | 2014      | Евро-2016 | 2017      | 2018–2020 | Евро-2020 | 2022      | Евро-2024 |           |

### Вратарская
| Первая | Вторая |

Источники:,